# 6-fosfofruttochinasi
La 6-fosfofruttochinasi (o PFK, o Fosfofruttochinasi 1) è un enzima della glicolisi, appartenente alla classe delle transferasi, che catalizza la seguente reazione:
ATP + D-fruttosio 6-fosfato = ADP + D-fruttosio 1,6-bisfosfato
La sua regolazione è fondamentale nella glicolisi, dove catalizza la fosforilazione di F6P a F1,6BP.
L'enzima è controllato allostericamente dal fruttosio 2,6-bisfosfato la cui produzione a partire dal fruttosio 6-fosfato è controllata da un enzima chiamato fosfofruttochinasi 2 situato in una catena polipeptidica, detta enzima tandem, insieme all'enzima fruttosio 2,6 bisfosfatasi 2 che trasforma il fruttosio 2,6-bisfosfato in fruttosio 6-fosfato.
L'attivazione di una delle due funzioni enzimatiche dell'enzima tandem è regolata dalla fosforilazione di un residuo di serina. Se il residuo è defosforilato, si attiva la fosfofruttochinasi2, viceversa, si attiva la bifosfatasi2. Il fruttosio 2,6-bisfosfato è attivatore allosterico della PFK1 e inibitore allosterico della FBPasi1.
- L'attivazione della fosfofruttochinasi 1 è inoltre favorita dalla presenza di AMP, dell'ADP, del fruttosio 2,6-bisfosfato, del fosfato inorganico e dello ione ammonio, che rimuovono l'inibizione allosterica operata da ATP e dal citrato.
- È inibito da ATP, dal citrato e da bassi livelli di pH, per prevenire un'eccessiva produzione di acido lattico, che ne comporterebbe un ulteriore abbassamento.